# Ganjāb (ort i Iran)
Ganjāb (persiska: Ganj Āb, گنجاب) är en ort i Iran.   Den ligger i provinsen Hamadan, i den nordvästra delen av landet, 260 km sydväst om huvudstaden Teheran. Ganjāb ligger 1 816 meter över havet och antalet invånare är 158.
Terrängen runt Ganjāb är huvudsakligen kuperad, men den allra närmaste omgivningen är platt.Runt Ganjāb är det ganska tätbefolkat, med 120 invånare per kvadratkilometer. Närmaste större samhälle är Khondāb, 19,2 km öster om Ganjāb. Trakten runt Ganjāb består i huvudsak av gräsmarker.